# دعيج عدنان أحمد
دعيج عدنان أحمد (مواليد 10 ديسمبر 1995) لاعب كرة قدم بحريني يلعب حاليا لصالح نادي الدرجة الأولى المنامة البحريني في خط الوسط من 2013.

## منتخب البحرين
شارك دعيج مع منتخب البحرين الأولمبي.